# Akademie für digitale Medienproduktion
Die Akademie für digitale Medienproduktion, zeitweise Hochschule für digitale Medienproduktion (Selbstbezeichnung auch: German Film School), war eine im Nov. 1998 gegründete Bildungseinrichtung in privater Trägerschaft. 

## Geschichte
Am 1. März 2000 nahm sie in Elstal, Brandenburg den Lehrbetrieb auf. Im August 2003 erhielt sie vom brandenburgischen Ministerium für Wissenschaft, Forschung und Kultur – zunächst befristet auf drei Jahre – die staatliche Anerkennung als Hochschule. Fortan wurde sie als eine von zwei Kunsthochschulen des Landes Brandenburg unter dem Namen Hochschule für digitale Medienproduktion geführt. Im September 2003 wurden 5 Professoren berufen und 5 Honorarprofessoren bestellt. Die Hochschule und deren Studenten erhielten vielerlei nationale und internationale Auszeichnungen, zuletzt, als fünfzigste, das Best Institute Program Diploma 2007 beim VI. Open St. Petersburg Student Film Festival im Oktober 2007.
Durch Ablehnung einer Verlängerung der staatlichen Anerkennung verlor die Akademie im September 2007 ihren Hochschulstatus und durfte sich, nach Rechtsauffassung des Wissenschaftsministeriums, ab diesem Zeitpunkt nicht mehr Hochschule für digitale Medienproduktion nennen. Weiterhin durfte sie die Abschlüsse Diplom, Bachelor of Arts und Master of Arts, die nur von staatlichen bzw. staatlich anerkannten Hochschulen verliehen werden dürfen, nicht mehr vergeben.
Am 28. November 2007 meldete die Akademie wegen drohender Zahlungsunfähigkeit Insolvenz an.
Für die von der Insolvenz betroffenen Studenten gab es die Möglichkeit, ihr Studium zum Digital Artist an der Babelsberg Film School der Mediadesign Hochschule Berlin fortzusetzen und dort die angestrebten Abschlüsse zu erlangen.